# 旦马乡
旦马乡，是中华人民共和国甘肃省武威市天祝藏族自治县下辖的一个乡镇级行政单位。

## 行政区划
旦马乡下辖以下地区：
细水河村、横路村、细水村、大水村、康路村、白羊圈村和土塔村。